# Camfranglais
El camfranglais es un argot camerunés de base francesa, inglesa y de las lenguas de Camerún. Es entendible por un interlocutor francés, exceptuando ciertos términos obtenidos del inglés y de las lenguas camerunesas.
Es un francés "especiado" con términos ingleses o regionales, por lo que se clasifica como una elección discursiva más que como una restricción idiomática.